# Nitaboh (film)
Nitaboh (Nitaboh 仁太坊-津軽三味線始祖外聞) est un film d'animation japonais sorti en 2004 réalisé par Akio Nishizawa et produit par la WAO! corporation, également groupe d'éducation recommandé par le ministère de l'éducation et des sciences nippon. Ce film traite de la vie de Nitaboh, personnage historique du Japon de la fin de l'époque d'Edo qui serait le fondateur du tsugaru shamisen (津軽三味線) (ou tsugaru jamisen). Ce film est aussi adapté d'une biographie écrite par Daijo Kazuo sur la vie de Nitaboh.

## Synopsis
Nitaroh est un jeune garçon à l'enfance difficile : il perd sa mère à l'âge de un an, puis son père dix ans plus tard. Entretemps il a failli mourir à la suite d'une épidémie qui lui a néanmoins coûté la vue. Il a développé alors une sensibilité toute particulière au niveau de l'ouïe et souhaite marcher sur les traces de sa mère et de celles de son amie Yuki : devenir un joueur de shamisen qui touchera le cœur des gens. Il mettra sa vie en jeu afin d'y parvenir.

## Fiche technique
Durée : 90 min 